# Álcool 2-metoxibenzilo
Álcool 2-metoxibenzilo, álcool orto-metoxibenzilo, álcool o-metoxibenzilo ou álcool 2-anísico é o composto orgânico com a  fórmula molecular C8H10O2, fórmula linear CH3OC6H4CH2OH, com massa molecular 138,16. É classificado com o número CAS 612-16-8, CBNumber CB1133723, MOL File 612-16-8.mol, número de registro Beilstein 2043673, número EC 210-296-5, número MDL MFCD00004611 e PubChem Substance ID 24883571. Apresenta ponto de ebulição de 248-250 °C, ponto de fusão superior a 110 °C e densidade de 1,039 g/mL a 25 °C.